# Silvio Danailov

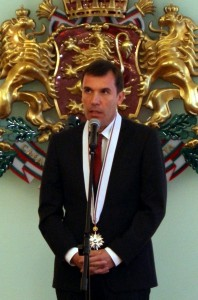
Silvio Danailov

Silvio Danailov (búlgaro: Силвио Данаилов; nacido el 21 de abril de 1961) es un exjugador de ajedrez búlgaro con el título de Maestro Internacional. Fue el mánager y entrenador de la selección absoluta búlgara nacional de ajedrez (1993-2000), así como el mánager y entrenador de dos excampeones mundiales de ajedrez de la FIDE, GM Veselin Topalov (BUL) y GM Ruslan Ponomariov (UKR). Es el presidente de Honor de la Unión Europea de Ajedrez (ECU) desde 2014, el presidente de la Unión Europea de Ajedrez (2010-2014), miembro del Consejo Presidencial de la FIDE (2010-2014) y Presidente de la Federación Búlgara de Ajedrez desde 2011.
Es empresario de las competiciones de ajedrez de más alto nivel y fundador de la cadena de torneos Grand Slam en 2006, que incluyó Wijk aan Zee (Holanda), Linares (España), MTel Masters (Bulgaria), Nanjing (China) con el torneo Final de Maestros de Bilbao (España).
Danailov inventó la famosa regla mundial anti-tablas llamada la “Regla de Sofía” introducida por primera vez en el súper torneo MTel Masters 2005 en Sofía, Bulgaria. La  regla dice: "Los jugadores no pueden ofrecer tablas directamente a sus oponentes. Dichas ofertas serán permitidas solo a través del Árbitro principal en tres casos: una triple repetición de la posición, un jaque perpetuo y en posiciones teóricamente tablas." Las reglas de Sofía hicieron el deporte de ajedrez y los torneos mucho más atractivos para el público en general, los medios de comunicación y patrocinadores.
La compañía de Danailov, Kaissa Chess Management, ha organizado muchos eventos top mundial de ajedrez como el MTel Masters súper torneo en Sofía, Bulgaria (cinco veces, 2005-2009), el match de los Candidatos de la FIDE Campeonato Mundial Topalov - Kamsky en Sofía (2009) y el match del Campeonato Mundial de la FIDE Anand - Topalov en Sofía (2010), además de muchos campeonatos de ajedrez europeos.
Danailov habla con fluidez inglés, español, ruso y serbo-croata.
En 2011, Danailov fue galardonado con el premio más importante del estado búlgaro: la Orden Stara Planina Primera clase por el presidente de Bulgaria Gueorgui Parvanov por "su excepcional contribución a la República de Bulgaria en el campo de la educación física y el deporte."
Danailov lideró la campaña de la ECU para introducir el ajedrez en los colegios de la Unión Europea de Ajedrez por el Parlamento Europeo en Estrasburgo el 13 de marzo de 2012, que fue un éxito histórico para el ajedrez mundial. La Declaración Escrita 50/2011 para la introducción del ajedrez en la escuela de la Unión Europea fue firmada por 415 diputados y se aprobó con éxito.
Durante su Presidencia de la Unión Europea de Ajedrez se convirtió en socio de las Naciones Unidas para la Educación, la Ciencia y la Cultura, que dio oficialmente los derechos a la ECU para organizar algunos de sus eventos bajo el patrocinio de la UNESCO. Tras el reconocimiento por el Parlamento Europeo, es el segundo éxito histórico para el ajedrez europeo y mundial.
- Datos: Q728258
- Multimedia: Silvio Danailov / Q728258